# Pristiphora micronematica
Pristiphora micronematica är en stekelart som beskrevs av René Malaise 1931. Pristiphora micronematica ingår i släktet Pristiphora, och familjen bladsteklar. Arten är reproducerande i Sverige.